# Beatrice
Beatrice ist ein weiblicher Vorname.

## Herkunft und Bedeutung des Namens
Der Name stammt ursprünglich aus dem Okzitanischen, hat sich aber vor allem über das Italienische verbreitet. Inzwischen gibt es auch die neulateinische Bildung Beatrix. Der Name bedeutet „die Seligmachende“. Die französische Form ist Béatrice. Die spanische und portugiesische Form ist Beatriz.
Die Popularität des Namens geht auf eine Figur aus Werken des italienischen Dichters Dante Alighieri zurück: In Vita Nuova berichtet er erstmals von einer früh verstorbenen Beatrice (siehe Beatrice Portinari), die er als junge Frau in Florenz getroffen habe. Später taucht Beatrice dann als Führerin des Erzählers am Ende des Fegefeuers und durch das Paradies in Dantes Göttlicher Komödie wieder auf – ganz passend zu ihrem Namen („Seligmachende“). Schon zuvor war sie es gewesen, die den Dichter Vergil darum gebeten hatte, den Erzähler aus dem dunklen Wald zu retten, in dem er sich verirrt hatte, und ihn durch Hölle und Fegefeuer zu begleiten. Ob Beatrice wirklich existiert hat oder nur eine Figur der Dichtung ist, bleibt unklar.
Metaphorisch (und mitunter scherzhaft) bezeichnet man eine Führerin als Beatrice, während man einen sehr redseligen Führer als Cicerone bezeichnet. In der Literatur kann mit Beatrice auch eine unerreichbare Geliebte metaphorisch gemeint sein.

## Namenstag
- 17. Januar[1]
- 12. März[1]
- 29. Juli[1]
- 29. August[1]

## Bekannte Namensträgerinnen

### Beatrice
- Beatrice Appleyard (1913–1994), britische Balletttänzerin und Choreografin
- Beatrice Arthur (1922–2009), US-amerikanische Schauspielerin
- Beatrice Babin (* 1964), deutsche Filmeditorin
- Beatrice Bilgeri (* 1960), österreichische Schauspielerin
- Beatrice Cenci (1577–1599), römische Patrizierin
- Beatrice Dovsky (1866–1923), österreichische Dichterin, Schriftstellerin und Schauspielerin
- Beatrice Egli (* 1988), Schweizer Schlagersängerin
- Beatrice Eli (* 1987), schwedische Popsängerin
- Beatrice d’Este (1475–1497), Herzogin von Mailand
- Beatrice de Frangepan (1480–1510), durch Heirat Markgräfin von Brandenburg-Ansbach
- Beatrice Frey (* 1951), schweizerisch-österreichische Schauspielerin
- Beatrice von Großbritannien und Irland (1857–1944), britische Prinzessin
- Beatrice Gründler (* 1964), deutsche Arabistin und Professorin für Arabistik
- Beatrice Hastings (1879–1943), britische Dichterin, Journalistin und Kunstkritikerin
- Beatrice Kaufman (1895–1945), US-amerikanische Herausgeberin und Dramatikerin
- Beatrice Kessler (* 1949), Schweizer Schauspielerin
- Beatrice Knop (* 1972), deutsche Tänzerin
- Beatrice Lanza (* 1982), italienische Triathletin
- Beatrice Lillie (1894–1989), kanadische Film- und Theaterschauspielerin
- Beatrice Manowski (* 1968), deutsche Film- und Fernsehschauspielerin
- Beatrice von Matt (* 1936), Schweizer Literaturkritikerin, Publizistin und Redakteurin
- Beatrice Minda (* 1968), deutsche Fotokünstlerin
- Beatrice Müller (* 1960), Schweizer Journalistin, Moderatorin und Sachbuchautorin
- Beatrice Norden (* 1938), deutsche Schauspielerin
- Beatrice Portinari, mutmaßliche Begleiterin des Dante Alighieri in der Divina Comedia
- Beatrice Rana (* 1993), italienische Pianistin
- Beatrice Richter (* 1948), deutsche Schauspielerin
- Beatrice Rosen (* 1977), französische Schauspielerin
- Beatrice von Savoyen (um 1310–1331); dritte Ehefrau des Heinrich von Kärnten
- Beatrice Sonntag (* 1979), deutsche Reiseschriftstellerin
- Beatrice Straight (1914–2001), US-amerikanische Schauspielerin
- Beatrice Thomas (* 1984), deutsche Funk- und Soul-Sängerin
- Beatrice Tschanz (* 1944), Schweizer Kommunikationsfachfrau, Managerin und Journalistin
- Beatrice Utondu (* 1969), nigerianische Leichtathletin, Spezialdisziplinen 100-Meter-Lauf und Weitsprung
- Beatrice Venezi (* 1990), italienische Dirigentin, Pianistin und Komponistin
- Beatrice Vio (* 1997), italienische Rollstuhlfechterin, spezialisiert auf Florett
- Beatrice Webb (1858–1943), britische Soziologin
- Beatrice Weder di Mauro (* 1965), schweizerisch-italienische Wirtschaftswissenschaftlerin
- Beatrice von Weizsäcker (* 1958), deutsche Juristin, Autorin und freie Journalistin
- Beatrice Winde (1924–2004). US-amerikanische Schauspielerin
- Beatrice Wood (1893–1998), US-amerikanische Schriftstellerin und Objektkünstlerin des Dadaismus und des Surrealismus
- Beatrice of York (* 1988), britische Prinzessin, Enkelin von Königin Elisabeth II.
- Beatrice Zade (1875–1948), schwedische Schriftstellerin
- Beatrice Zweig (1892–1971), deutsche Malerin, Ehefrau des Schriftstellers Arnold Zweig

### Béatrice
- Béatrice Abgrall (* 1961), französische Tischtennisspielerin
- Béatrice Altariba (* 1939), französische Schauspielerin
- Béatrice Bourges (* 1960), französische Unternehmensberaterin, Publizistin und christlich fundamentalistische Aktivistin
- Béatrice Dalle (* 1964), französische Schauspielerin
- Béatrice Dömeland (* 1973), deutsche Volleyballspielerin
- Béatrice Edwige (* 1988), französische Handballspielerin
- Béatrice Epaye (* 1956), zentralafrikanische Politikerin, Lehrerin und Menschenrechtsaktivistin
- Béatrice Filliol (* 1969), französische Skirennläuferin
- Béatrice Fontanel (* 1957), französische Journalistin und Schriftstellerin
- Béatrice Graf (* 1964), Schweizer Musikerin
- Béatrice Haldas (1944–1987), Schweizer Opernsängerin
- Béatrice Hecht-El Minshawi (* 1947), deutsche Expertin und Autorin für Interkulturelle Kompetenz und Diversity Management
- Béatrice Kahl (* 1972), deutsche Jazzpianistin
- Béatrice Libert (* 1952), belgische Dichterin und Schriftstellerin
- Béatrice Martin (* 1989), kanadische Singer-Songwriterin
- Béatrice Métraux (* 1955), französisch-schweizerische Juristin und Politikerin
- Béatrice Munyenyezi (* 1970), ehemalige Staatsbürgerin Ruandas, der die US-Staatsbürgerschaft aberkannt wurde
- Béatrice Patrie (* 1957), französische Politikerin
- Béatrice de Planisolles (1274–nach 1322), französische Landadlige
- Béatrice Poulot (* 1968), französische Sängerin
- Béatrice de Rothschild (1864–1934), französische Kunstsammlerin und Mäzenin
- Béatrice Thiriet (* 1960), französische Komponistin
- Béatrice Thomas (* 1984), deutsche Funk- und Soul-Sängerin US-amerikanischer Herkunft
- Béatrice Uria-Monzon (1963–2025), französische Opernsängerin
- Béatrice du Vinage (1911–1993), deutsch-schwedische Malerin, Grafikerin, Fotografin und Journalistin
- Béatrice Wertli (* 1976), Schweizer Politikerin (CVP)
- Béatrice Ziegler (* 1951), Schweizer Historikerin

### Beatriz
- Ana Beatriz Barros (* 1982), brasilianisches Model
- Beatriz Batarda (* 1974), portugiesische Schauspielerin
- Beatriz Colomina (* 1952), spanische Architekturtheoretikerin und Medienwissenschaftlerin
- Beatriz Galindo (1465–1535 in Madrid), spanische Schriftstellerin und Humanistin
- Beatriz González (* 1938), kolumbianische Malerin
- Beatriz Gutiérrez Müller (* 1969), mexikanische Schriftstellerin und Präsidentengattin
- Beatriz Milhazes (* 1960), brasilianische Künstlerin
- Beatriz Roldán Cuenya (* 1976), spanische Physikerin
- Beatriz Spelzini (* 1952), argentinische Schauspielerin
- Beatriz Zaneratto João (* 1993), brasilianische Fußballspielerin

### Familienname
- Chris Beatrice, US-amerikanischer Spieleentwickler

## Weitere Varianten
Bea, Beate, Beatrijs, Beatrix, Trici, Triple, Trise, Triss, Trix, Trixi